# Милянов, Марко

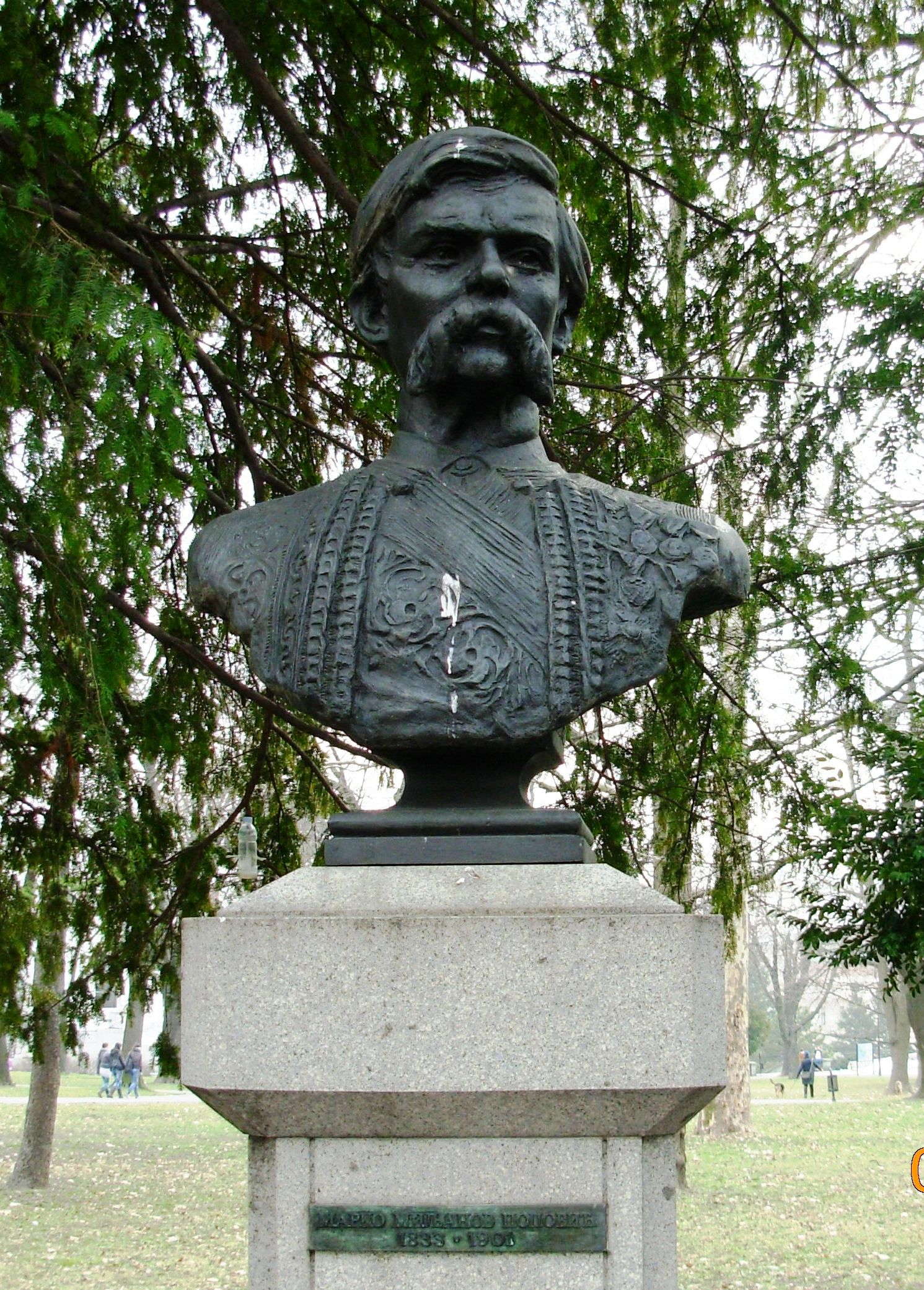
Бюст Марко Милянову в Белграде

Марко Милянов Попович Дрекалович (серб. Марко Миљанов Поповић Дрекаловић; (25 апреля 1833, Медун близ г. Подгорица — 2 февраля 1901, Херцег-Нови) — черногорский писатель, военачальник, сенатор. Воевода племени Кучи.
Борец за сербское национальное объединение и освобождение от ига Османской империи.

## Биография
С юности пошёл на службу для борьбы с турками. В скором времени благодаря личным достоинствам был произведен в офицеры. Отважно сражался в нескольких войнах и вскоре стал одним из наиболее популярных полководцев и общественных деятелей.
Вокруг кучского воеводы Марко Милянова, образовался центр сопротивления Кучей и соседних племен против Османской империи.
Воевода Марко Милянов вместе со своим племенем Кучи, объединив усилия с черногорским князем Николой в 1876 г., выступил против Турции во время войны Османской империи и Черногории.
В 1873 году Марко Милянов помогал профессору Одесского Новороссийского университета Валтазару Богишичу собирать сведения о правовых обычаях своего племени Кучи и соседних племён.
В 1876 году в битве на Фундине Милянов, совместно с другим черногорским воеводой Ильёй Пламенцем, во главе 5000-ного объединённого войска разбил 13000-ную турецкую армию, чем обеспечили победу в черногорско-турецкой войне 1876—1878.
В 1878 году разделил с Русской Императорской армией славу победы над Турцией.
М. Милянов стал первым градоначальником Подгорицы после освобождения.
Однако после освобождения страны Милянов вступил в конфликт с князем Николой, вернулся в родное село Медун, где решил основать этнографический музей.

## Творчество

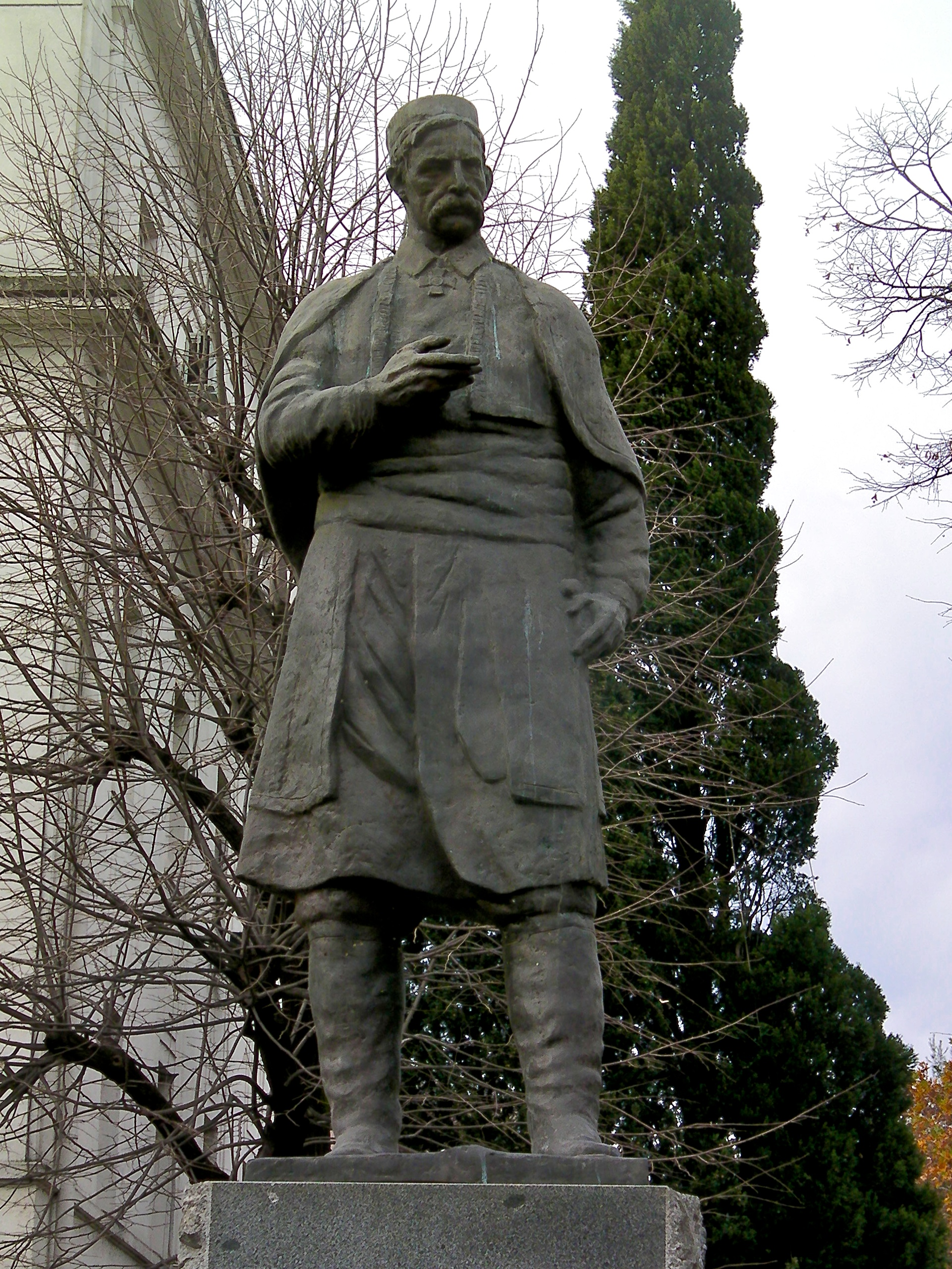
Памятник Марко Милянову в г. Подгорица

Милянов — автор многих произведений о жизни Черногории в разные исторические периоды.
Известно, что до 50-летнего возраста Марко Милянов дожил, как и большинство его соотечественников, неграмотным. И лишь перешагнув полувековой рубеж, решил научиться читать и писать, чтобы оставить потомкам свои знания. До самой его смерти в 1901 году ни одна из его работ не была опубликована.
Его труды фольклорно-этнографического характера, посвященные героям войн за независимость, направленные на сближение братских балканских народов, вышли в печать лишь после кончины.
Произведения Милянова — литературный памятник простым черногорским воинам-героям, принимавшим участие в борьбе за независимость Черногории.

## Избранные произведения
- Примеры человечности и геройства / Примјери чојства и јунаштва, (1901)
- Племя Кучи в народных рассказах и песнях / Племе Кучи у народној причи и пјесми, (1904),
- Жизнь и обычаи албанца / Живот и обичаји Арбанаса, (1908)
- Сербские гайдуки / Српски хајдуци
- Кое-что о Братоножичах / Нешто о Братоножићима

## Память
- М. Милянову установлено несколько памятников, в том числе в Белграде, Херцег-Нови, Подгорице и Медуне.
- В Медуне в 1971 году был открыт мемориальный музей, который расположен в родном доме писателя. В 1979 году здание музея подверглось реконструкции, однако внешний вид старого дома остался таким, каким он был при жизни Марко Милянова.
- Почта Югославии в 1999 г. и почта Черногории в 2008 г. выпустили марки, посвященные М. Милянову.

## Интересный факт
За победы воеводы Марко Милянова над турками, народ считал героя здухачем, человеком обладающим сверхъестественными способностями.

Память
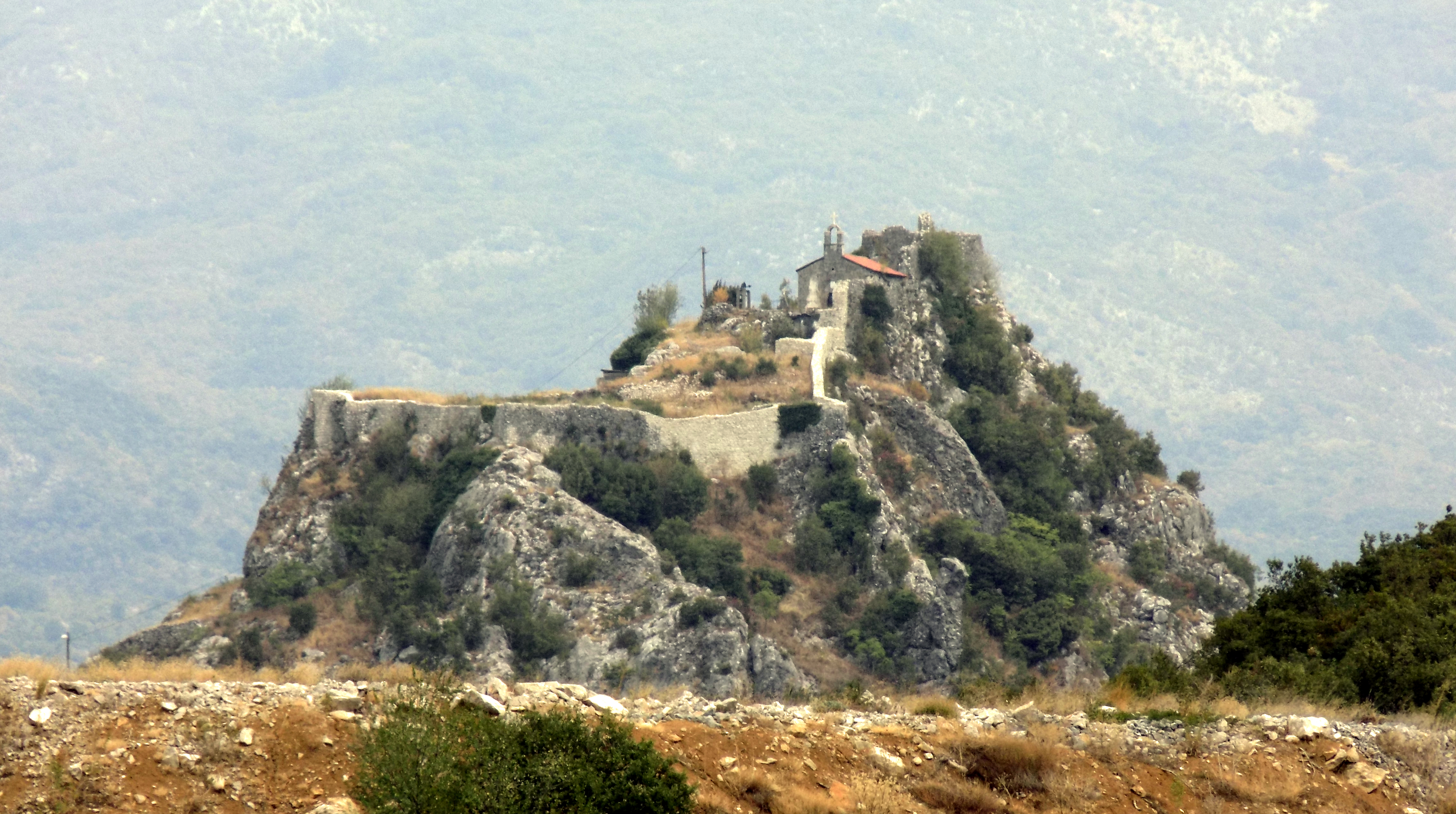
Остатки крепости на месте древнего Метеона, где находится могила Марко Милянова
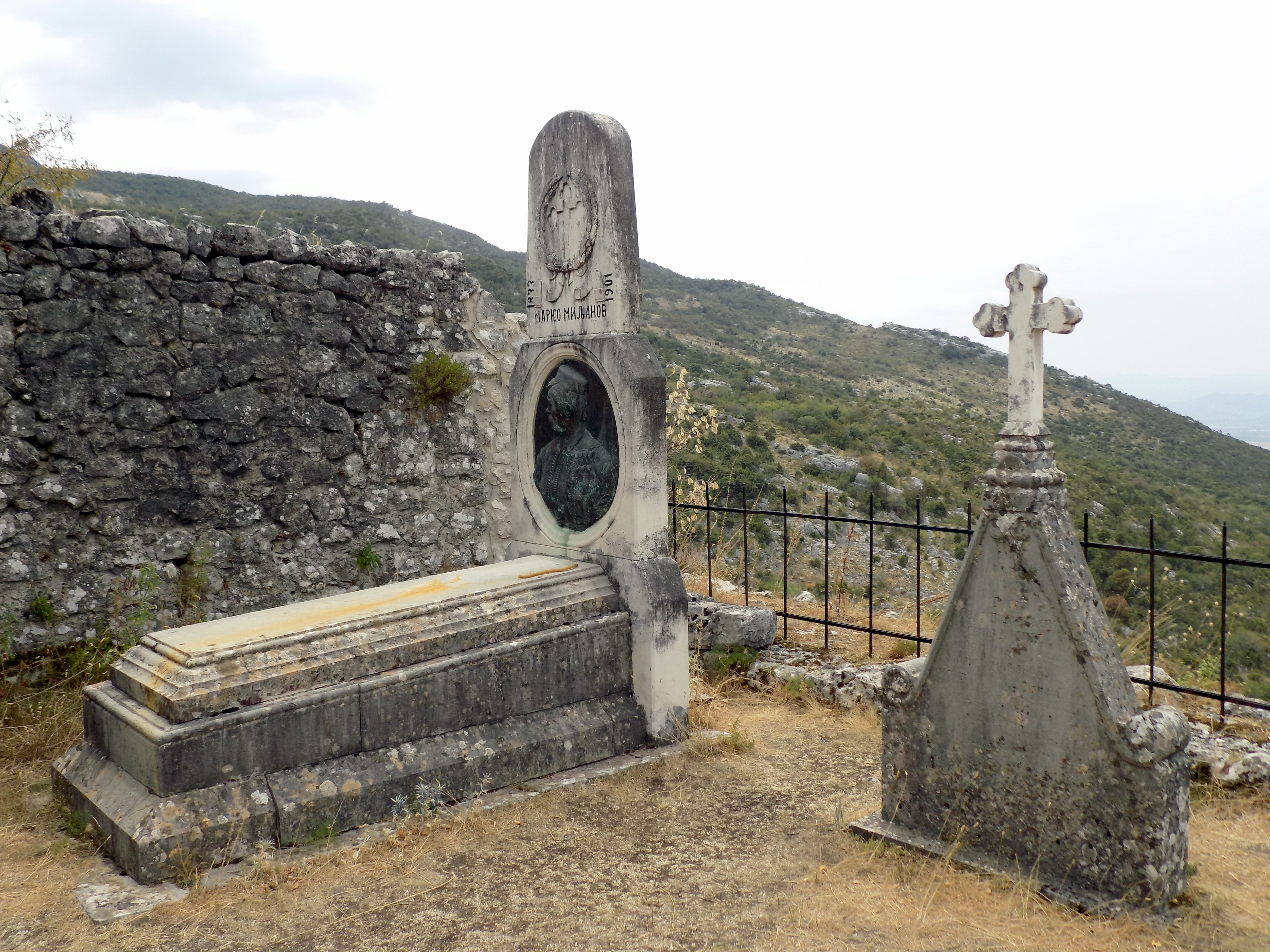
Могила Марко Милянова - справа оригинальное надгробие, воздвигнутое его женой Стефой. Через несколько лет после ее смерти ее заменили на новую (слева)
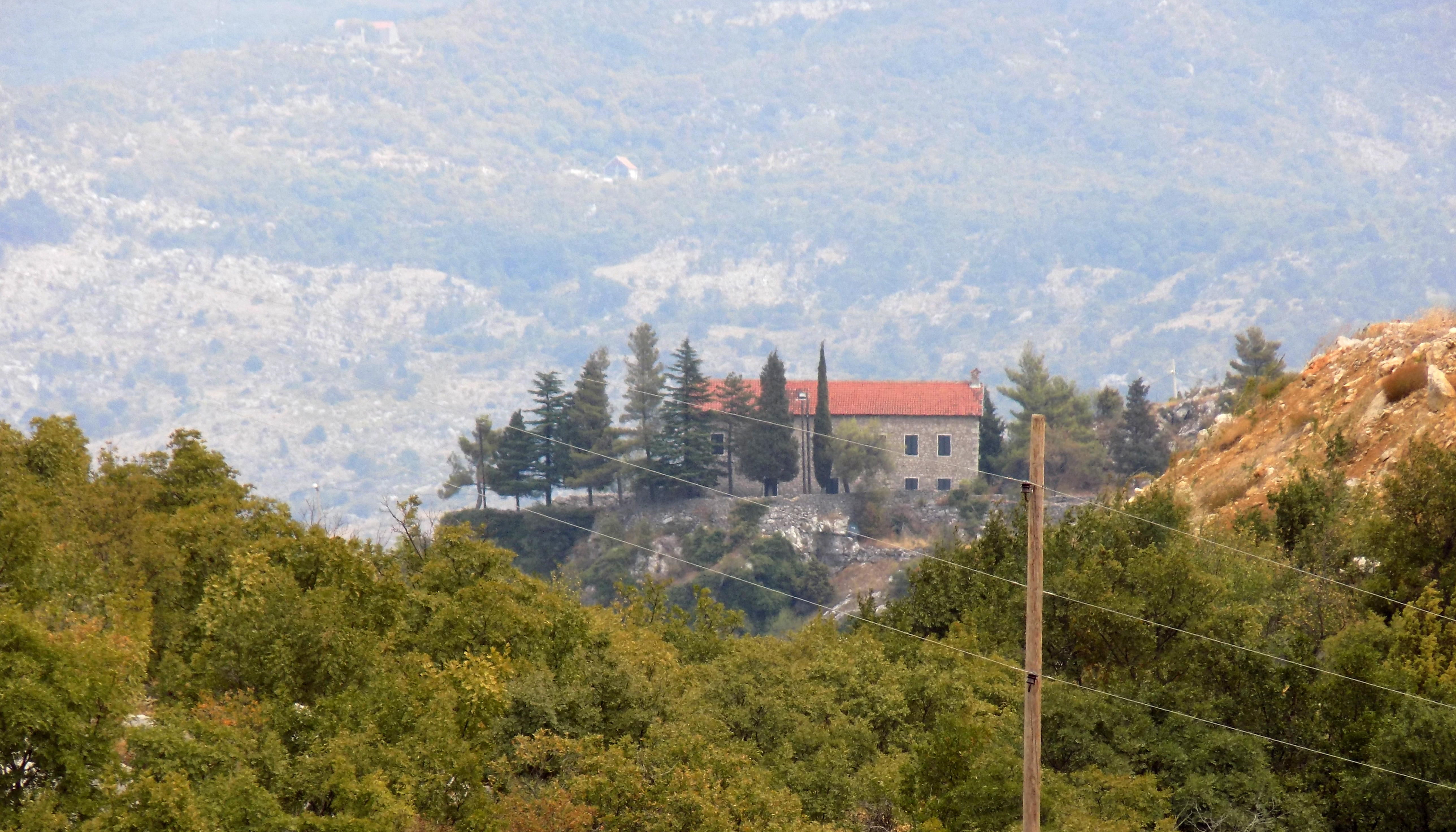
Музей Марко Милянова в Медуне, недалеко от крепости